# Колесников, Леонид Алексеевич
 Леони́д Алексе́евич Коле́сников  (5 мая 1895, Москва — 28 января 1968, там же) — советский селекционер-самоучка, создатель нескольких сотен сортов сирени, лауреат Сталинской премии 1952 года. Участник Великой Отечественной войны.

## Биография

### Ранние годы
Леонид Алексеевич Колесников родился 5 мая 1895 года в состоятельной московской купеческой семье; он был младшим из пятерых детей. Отец Леонида — предприниматель, почётный гражданин Москвы Алексей Семёнович Колесников, владевший домом на Кузнецком Мосту и земельным участком в селе Всехсвятское близ Москвы. Мать являлась хозяйкой швейных мастерских. Помимо московской и подмосковной недвижимости, семье принадлежали имение под Ялтой и квартира в Санкт-Петербурге. За несколько лет до рождения Леонида, в 1890 году, семья обзавелась домом и обширным садом во Всехсвятском, где впоследствии развернулась основная деятельность Колесникова. После рождения сына Алексей Семёнович посадил в саду пихту и саженец сирени лемуановского сорта 'Мишель Бюхнер', бывший в те времена в России довольно редким.
В 1913 году Леонид окончил Реальное училище Воскресенского; годом позже поступил на экономическое отделение Московского коммерческого института, где проучился до июня 1916 года. Далее последовал призыв в армию; во время Первой мировой войны Леонид Колесников освоил профессию шофёра.
Октябрьская революция отразилась на положении семьи Колесниковых: у них отобрали почти всю недвижимость, новая власть оставила семье только дом во Всехсвятском, однако сад урезали с 2,5 гектар до пяти соток. Леонид продолжил военную службу водителем в частях Красной армии, доставляя военные грузы на передовую.

### Коллекция сортов сирени и начало селекционной работы
Первые два сорта сирени Леонид посадил в родительском саду летом 1916 года. А в 1919-м, в разгар Гражданской войны, молодого шофёра охватила страсть к коллекционированию сирени и других садовых растений. Разъезжая по долгу службы по стране, Колесников неоднократно посещал разорённые дворянские усадьбы и покинутые поместья, где отыскивал красивоцветущие кусты сирени. Он идентифицировал саженцы, привезённые в Москву, по садоводческим каталогам; в основном Колесникову попадались сорта французского питомника «Виктор Лемуан и сын» — в то время семейное предприятие Лемуанов являлось бесспорным лидером в области сиреневодства. Некоторые сорта Колесников получил из российских ботанических садов. За сравнительно короткое время ему удалось составить весьма представительную коллекцию: в 1923 году в саду во Всехсвятском росло более 100 сортов сирени.
Леонида Колесникова не испугали трудности, с которыми ему пришлось столкнуться ввиду отсутствия познаний в области садоводства. Он занялся самообразованием, постигая основы биологии и сельского хозяйства; а позднее он познакомился с М. П. Нагибиной, научным сотрудником Ботанического сада МГУ, занимавшейся декоративным садоводством; она стала наставницей Колесникова в его опытах по выведению новых сортов сирени, направив любознательность Колесникова в русло научной работы. Интерес к селекции Колесников проявлял с момента создания своей коллекции: он не только занимался саженцами, но и высевал собранные семена сирени, ещё не представляя возможные результаты. М. П. Нагибина познакомила Колесникова с научными работами Мичурина; с тех пор труды Мичурина и Тимирязева стали «настольными книгами» селекционера.
Селекция сирени для Колесникова стала основным делом жизни, хотя формально занимала место хобби: он по-прежнему продолжал работать шофёром, уделяя садоводству только свободное от работы время. Колесников работал водителем в ЧК, а позже — механиком на автобазе «Мосторга». Во время работы в ЧК Леонид Колесников познакомился с Олимпиадой Якиманской, сотрудницей аппарата главы ЧК Феликса Дзержинского. Олимпиада Николаевна была весьма образованной, знала 6 иностранных языков; она стала женой и помощницей Колесникова, полностью разделив его увлечение сиренью.

### В годы Великой Отечественной войны
После Октябрьской революции работал механиком, шофёром, начальником автобазы. Участник Великой Отечественной войны, на которой получил тяжёлое ранение.

### Признание в послевоенные годы. Сталинская премия
По представлению группы деятелей культуры и ученых в 1952 г. Леонид Колесников получил Сталинскую премию «за выведение большого числа новых сортов сирени».

### Создание питомника в Калошине. Последние годы жизни

Колесников работал в собственном саду на правом берегу реки Таракановка в Большом Песчаном переулке (сейчас на его месте находится сквер на улице Сальвадора Альенде в районе Сокол). Вода для полива сада качалась насосом, установленном на берегу реки. Непосредственно у воды были многочисленные овощные и ягодные грядки. Ухаживать за садом помогали пионеры из соседних школ 706 и 739.
История сиреневого сада на Песчаных улицах во Всехсвятском нашла отражение в повести Юрия Трифонова «Долгое прощание».
В 1954 году по инициативе Колесникова создан питомник на Щёлковском шоссе (преобразован в Сиреневый сад в 1975 году, площадь 7 га), бульвар по соседству с ним в 1960 году получил название Сиреневого.
Скончался от инфаркта в 1968 году. Похоронен на Ваганьковском кладбище в Москве.

## Итоги творческой деятельности

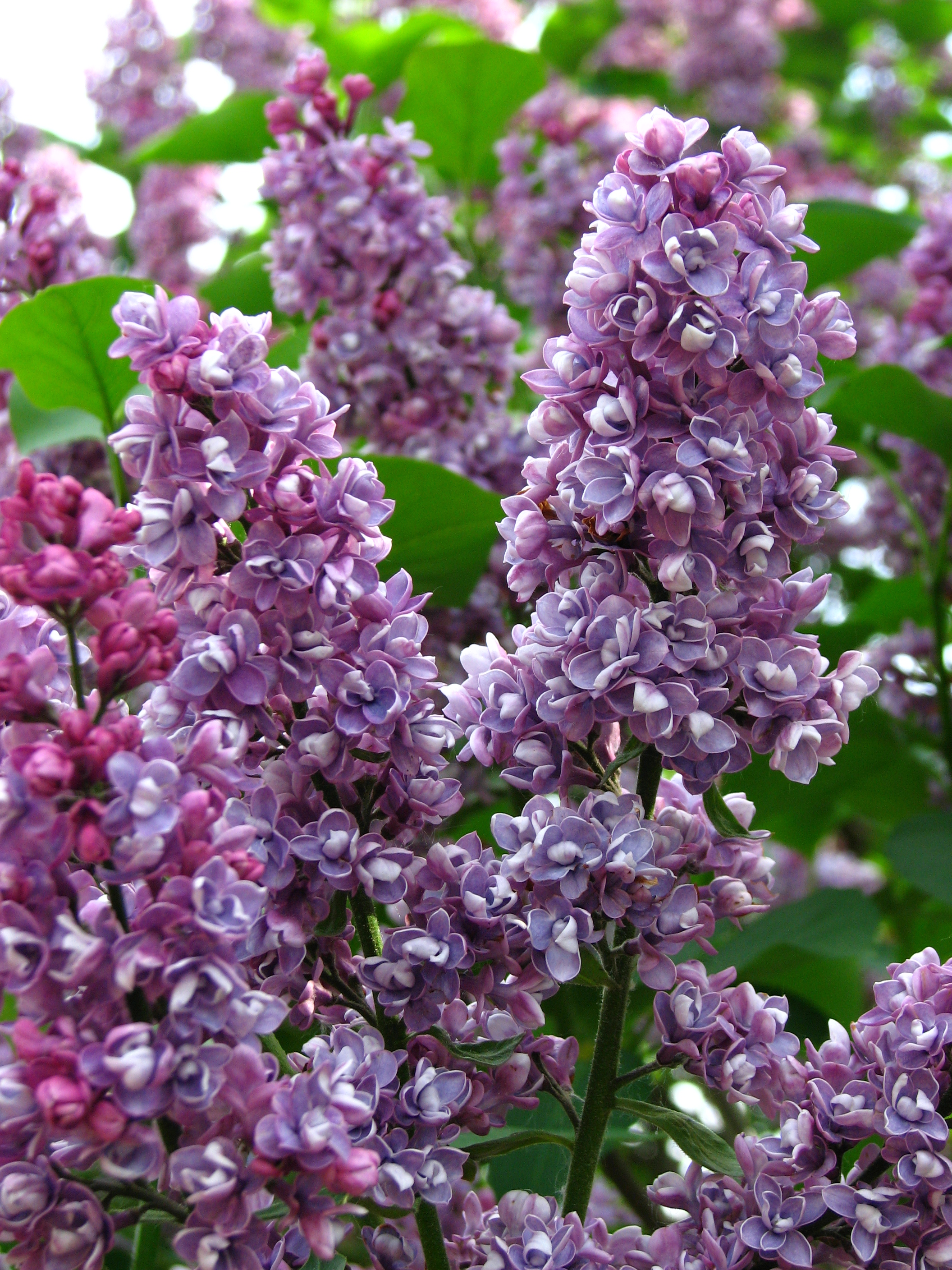
Сирень «Леонид Колесников» селекции Л. А. Колесникова в коллекции сирингария Ботанического сада МГУ

Леонид Колесников вывел около 300 сортов сирени (сохранилось около 50), многие из которых стали популярными не только в СССР, но и в мире.
Сирень селекции Колесникова растёт в парке Букингемского дворца в Лондоне (сорт «Галина Уланова»), Королевских ботанических садах (Гамильтон, Канада), Холден Арбаритум и Арнолд Арбаритум (США), Тайницком саду Кремля, она включена в коллекции сирингариев многих ботанических садов мира.
По информации Международного общества сирени, упоминаемые в ряде публикаций в прессе и даже в литературе
сведения о том, что сирень селекции Колесникова растет возле Капитолия в Вашингтоне, не соответствуют действительности. Не подтверждено и то, что он был водителем маршала Георгия Константиновича Жукова.
Международное общество сирени в 1973 г. посмертно наградило Колесникова за заслуги в селекции и разведении сирени премией Director’s Award («Золотая ветка сирени»).
Наибольшей популярностью в мире пользуется сорт «Красавица Москвы» (Beauty of Moscow), выведенный Колесниковым в 1947 году.
Сорта сирени селекции Колесникова введены в международный реестр.

## Сохранившиеся сорта сирени селекции Леонида Колесникова
Список приводится по книге «Время сирени» с дополнениями по «Каталогу декоративных растений Ботанического сада МГУ им. М. В. Ломоносова». Отнесение сортов к садовым группам указано по «Каталогу».
| №  | Фото | Русское название сорта    | Международное название сорта  | Год        | Садовая группа |
| -- | ---- | ------------------------- | ----------------------------- | ---------- | -------------- |
| 1  |      | 'Андрюша Громов'          | 'Andryusha Gromov'            | 1950       | D              |
| 2  |      | 'Алексей Маресьев'        | 'Aleksej Mares’ev'            | 1951       | S III—IV       |
| 3  |      | 'Белая ветка'             | 'Belaya Vetka'                | неизвестен | S I            |
| 4  |      | 'Валентина Гризодубова'   | 'Valentina Grizodubova'       | 1946       | D              |
| 5  |      | 'Великая Победа'          | 'Velikaya Pobeda'             | 1986       | D IV/III       |
| 6  |      | 'Внучка Леночка'          | 'Vnuchka Lenochka'            | 1946       | S              |
| 7  |      | 'Галина Уланова'          | 'Galina Ulanova'              | 1953       | S I            |
| 8  |      | 'Гастелло'                | 'Gastello'                    | 1946       | S III—IV       |
| 9  |      | 'Голубая'                 | 'Golubaya'                    | неизвестен | S              |
| 10 |      | 'Гортензия'               | 'Gortenziya'                  | 1930       | S IV—V         |
| 11 |      | 'Джавахарлал Неру'        | 'Dzhavakharlal Neru'          | 1952       | S              |
| 12 |      | 'Джамбул'                 | 'Dzhambul'                    | 1921       | S II           |
| 13 |      | 'Дочь Тамара'             | 'Doch Tamara'                 | 1986       | S V            |
| 14 |      | 'И. В. Мичурин'           | 'I. V. Michurin'              | 1941       | D              |
| 15 |      | 'Заря коммунизма'         | 'Zarya Kommunizma'            | 1951       | S              |
| 16 |      | 'Защитникам Москвы'       | 'Zashchitnikam Moskvy'        | 1986       | D IV           |
| 17 |      | 'Знамя Ленина'            | 'Znamya Lenina'               | 1936       | S              |
| 18 |      | 'Зоя Космодемьянская'     | 'Zoya Kosmodem’yanskaya'      | 1943       | S              |
| 19 |      | 'Изобилие'                | 'Izobilie'                    | 1963       | D IV           |
| 20 |      | 'Индия'                   | 'Indiya'                      | 1955       | S IV           |
| 21 |      | 'Каприз'                  | 'Kapriz'                      | 1952       | D              |
| 22 |      | 'К. А. Тимирязев'         | 'K. A. Timiryazev'            | 1955       | S              |
| 23 |      | 'Колхозница'              | 'Kolkhoznitsa'                | 1932       | D              |
| 24 |      | 'Комсомолка'              | 'Komsomolka'                  | 1950       | D              |
| 25 |      | 'Красавица Москвы'        | 'Krasavitsa Moskvy'           | 1947       | D I            |
| 26 |      | 'Красная Москва'          | 'Krasnaya Moskva'             | до 1968    | S VII          |
| 27 |      | 'Кремлёвские куранты'     | 'Kremlevskie Kuranty'         | до 1968    | S              |
| 28 |      | 'Леонид Колесников'       | 'Leonid Kolesnikov'           | 1924       | D II           |
| 29 |      | 'Леонид Леонов'           | 'Leonid Leonov'               | 1941       | S IV/II        |
| 30 |      | 'Максим Горький'          | 'Maksim Gor’kiy'              | 1939       | S              |
| 31 |      | 'Маршал Василевский'      | 'Marshal Vasilevskij'         | 1963       | D IV—V         |
| 32 |      | 'Маршал Жуков'            | 'Marshal Zhukov'              | 1948       | S IV—VI        |
| 33 |      | 'М. И. Калинин'           | 'M. I. Kalinin'               | 1941       | S              |
| 34 |      | 'Мечта'                   | 'Mechta'                      | 1941       | S III—IV       |
| 35 |      | 'Михаил Шолохов'          | 'Mikhail Sholokhov'           | до 1968    | S              |
| 36 |      | 'Московский университет'  | 'Moskovskij Universitet'      | 1986       | D IV           |
| 37 |      | 'Надежда'                 | 'Nadezhda'                    | до 1968    | D III—IV       |
| 38 |      | 'Небо Москвы'             | 'Nebo Moskvy'                 | 1963       | D III-IV-VI    |
| 39 |      | 'Невеста'                 | 'Nevesta'                     | 1956       | S              |
| 40 |      | 'Обманщица'               | 'Obmanshchitsa'               | до 1963    | D III-IV-V     |
| 41 |      | 'Огни Москвы'             | 'Ogni Moskvy'                 | 1942       | S              |
| 42 |      | 'Олимпиада Колесникова'   | 'Olimpiada kolesnikova'       | 1941       | D IV—V         |
| 43 |      | 'П. П. Кончаловский'      | 'P. P. Konchalovskij'         | 1956       | D III—IV       |
| 44 |      | 'Память о Колесникове'    | 'Pamyat' o Kolesnikove'       | 1974       | D I            |
| 45 |      | 'Память о С. М. Кирове'   | 'Pamyat' o S. M. Kirove'      | 1943       | D              |
| 46 |      | 'Пионер'                  | 'Pioner'                      | 1951       | S              |
| 47 |      | 'Поль Робсон'             | 'Pol' Robson'                 | 1965       | S              |
| 48 |      | 'Полина Осипенко'         | 'Polina Osipenko'             | 1941       | D I            |
| 49 |      | 'Пятидесятилетие Октября' | 'Pyatidesyatiletie Oktyabrya' | 1986       | S II/V         |
| 50 |      | 'Радж Капур'              | 'Radzh Kapur'                 | 1955       | S              |
| 51 |      | 'Советская Арктика'       | 'Sovetskaya Arktika'          | 1955       | D I            |
| 52 |      | 'Сорок лет комсомола'     | 'Sorok Let Komsomola'         | 1959       | S              |
| 53 |      | 'Сумерки'                 | 'Sumerki'                     | 1954       | S II—III       |
| 54 |      | 'Утро Москвы'             | 'Utro Moskvy'                 | 1938       | S              |

## Память

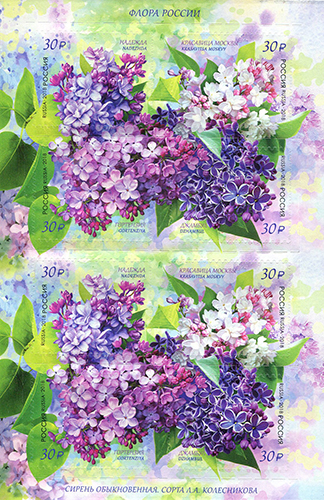
Почтовый лист, 2018 год

### Сорта сирени
- «Леонид Колесников» (Syringa vulgaris Leonid Kolesnikov).
- «Память о Колесникове» (Syringa vulgaris Pamyat' o Kolesnikove). Выведен Леонидом Колесниковым и получил название уже после смерти автора. Особенностью сорта является необычная форма цветка, напоминающая бутон розы.

### В филателии
- 21 марта 2018 года АО «Марка» в рамках серии «Флора России» выпустило в обращение четыре марки с изображением сортов сирени, выведенных Леонидом Колесниковым («Гортензия», «Надежда», «Красавица Москвы» и «Джамбул»), а также конверт первого дня с портретом селекционера[8].

### Сноски
1. ↑  Пихта сохранилась до наших дней.
2. ↑  В соответствии с международной садовой классификацией сирени по 7 колерным группам: I — белая (white), II — фиолетовая (violet), III — голубоватая (bluish), IV — лиловая (lilac), V — розоватая (pinkish), VI — красно-пурпурная (magenta), VII — пурпурная (purple). Указание нескольких колерных групп через дефис означает, что описание окраски цветков соответствует сразу нескольким группам; знак «/» указывает на комбинированную окраску цветков в несколько колеров. S — простые цветки, D — махровые.
3. 1 2 3 4 5   Сорт отобран и зарегистрирован В. Д Мироновичем из сеянцев Л. А. Колесникова в 1986 году.

### Использованная литература
1. ↑  ЦГА Москвы, фонд №203, опись №780, дело №2618, стр. 355
2. ↑  Гербовый матрикул том 4. Дата обращения: 30 апреля 2010. Архивировано 4 января 2010 года.
3. ↑  Память народа
4. ↑  Район Сокол: вчера, сегодня, завтра / Редакция газеты «Московский Сокол». — М.: Деловая книга, 2008. — С. 66.
5. ↑  статья «Красавица Москвы и гениальный самоучка». Дата обращения: 2 июня 2011. Архивировано 4 июня 2011 года.
6. ↑  Время сирени / Н. Балмышева, Т. Полякова. — М.: Пента, 2007. — ISBN 978-5-98303-016-9.
7. ↑  В. В. Дворцова, С. В. Ефимов и др. Каталог декоративных растений Ботанического сада биологического факультета МГУ им. М. В. Ломоносова / В. С. Новиков. — М.: Товарищество научных изданий КМК, 2010. — ISBN 978-5-87317-686-1.
8. ↑  Марки. www.rusmarka.ru. Дата обращения: 8 мая 2018. Архивировано 8 мая 2018 года.